# Danny Coid
Daniel John Coid (Liverpool, 3 ottobre 1981) è un ex calciatore inglese, di ruolo difensore.

## Carriera

### Club
Cresciuto nel Blackpool, nel 1998 è stato inserito nella rosa della prima squadra. Ha militato nel club arancione per dodici stagioni, totalizzando 264 presenze e 10 reti in campionato. Nella sua lunga militanza nel club arancione ha vinto due Football League Trophy (2001-2002 e 2003-2004) ed ha ottenuto tre promozioni: promozione in Second Division nel 2001, promozione in Championship nel 2007 e promozione in Premier League nel 2010. Nel novembre 2010 si è trasferito in prestito al Rotherham United. Rientrato al Blackpool, al termine della stagione si è trasferito a parametro zero all'Accrington Stanley. Al termine della stagione, dopo 21 presenze e una rete in campionato, è rimasto svincolato. Nel 2013 è stato ingaggiato dal Kendal Town. Nel luglio 2015 è passato all'Ashton Town, club in cui ha ricoperto la funzione di giocatore ed assistente allenatore.

## Statistiche

### Presenze e reti nei club
| Stagione           | Squadra            | Campionato         | Campionato | Campionato | Coppe nazionali | Coppe nazionali | Coppe nazionali | Coppe continentali | Coppe continentali | Coppe continentali | Altre coppe | Altre coppe | Altre coppe | Totale | Totale |
| Stagione           | Squadra            | Comp               | Pres       | Reti       | Comp            | Pres            | Reti            | Comp               | Pres               | Reti               | Comp        | Pres        | Reti        | Pres   | Reti   |
| ------------------ | ------------------ | ------------------ | ---------- | ---------- | --------------- | --------------- | --------------- | ------------------ | ------------------ | ------------------ | ----------- | ----------- | ----------- | ------ | ------ |
| 1998-1999          | Blackpool          | SD                 | 0          | 0          | FA+FLC          | 0+0             | 0+0             | -                  | -                  | -                  | EFLT        | 0           | 0           | 0      | 0      |
| 1999-2000          | Blackpool          | SD                 | 21         | 1          | FA+FLC          | 2+0             | 0+0             | -                  | -                  | -                  | EFLT        | 1           | 0           | 24     | 1      |
| 2000-2001          | Blackpool          | TD                 | 43+3       | 2+0        | FA+FLC          | 2+4             | 0+0             | -                  | -                  | -                  | EFLT        | 4           | 0           | 56     | 2      |
| 2001-2002          | Blackpool          | SD                 | 27         | 3          | FA+FLC          | 4+1             | 0+0             | -                  | -                  | -                  | EFLT        | 5           | 0           | 38     | 3      |
| 2002-2003          | Blackpool          | SD                 | 36         | 1          | FA+FLC          | 3+1             | 0+0             | -                  | -                  | -                  | EFLT        | 2           | 0           | 42     | 1      |
| 2003-2004          | Blackpool          | SD                 | 35         | 3          | FA+FLC          | 2+2             | 1+0             | -                  | -                  | -                  | EFLT        | 4           | 2           | 43     | 6      |
| 2004-2005          | Blackpool          | FLO                | 35         | 0          | FA+FLC          | 4+1             | 0+0             | -                  | -                  | -                  | EFLT        | 2           | 1           | 42     | 1      |
| 2005-2006          | Blackpool          | FLO                | 13         | 0          | FA+FLC          | 0+1             | 0+0             | -                  | -                  | -                  | EFLT        | 2           | 0           | 16     | 0      |
| 2006-2007          | Blackpool          | FLO                | 18         | 0          | FA+FLC          | 0+1             | 0+0             | -                  | -                  | -                  | EFLT        | 0           | 0           | 19     | 0      |
| 2007-2008          | Blackpool          | FLC                | 13         | 0          | FA+FLC          | 0+2             | 0+0             | -                  | -                  | -                  | -           | -           | -           | 15     | 0      |
| 2008-2000          | Blackpool          | FLC                | 18         | 0          | FA+FLC          | 1+1             | 0+0             | -                  | -                  | -                  | -           | -           | -           | 20     | 0      |
| 2009-2010          | Blackpool          | FLC                | 1          | 0          | FA+FLC          | 0+0             | 0+0             | -                  | -                  | -                  | -           | -           | -           | 1      | 0      |
| lug.-nov. 2010     | Blackpool          | PL                 | 0          | 0          | FA+FLC          | 0+0             | 0+0             | -                  | -                  | -                  | -           | -           | -           | 0      | 0      |
| Totale Blackpool   | Totale Blackpool   | Totale Blackpool   | 263        | 10         |                 | 32              | 1               |                    | -                  | -                  |             | 20          | 3           | 315    | 14     |
| nov. 2010-2011     | Rotherham Utd      | FLT                | 9          | 0          | FA+FLC          | 0+0             | 0+0             | -                  | -                  | -                  | -           | -           | -           | 9      | 0      |
| 2011-2012          | Accrington Stanley | FLT                | 21         | 1          | FA+FLC          | 1+0             | 0+0             | -                  | -                  | -                  | -           | -           | -           | 22     | 1      |
| 2013-2014          | Kendal Town        | NPL                | ?          | ?          | -               | -               | -               | -                  | -                  | -                  | -           | -           | -           | ?      | ?      |
| 2014-2015          | Kendal Town        | NPL                | ?          | ?          | -               | -               | -               | -                  | -                  | -                  | -           | -           | -           | ?      | ?      |
| Totale Kendal Town | Totale Kendal Town | Totale Kendal Town | ?          | ?          |                 | -               | -               |                    | -                  | -                  |             | -           | -           | ?      | ?      |
| 2015-2016          | Ashton Town        | NWCL               | ?          | ?          | -               | -               | -               | -                  | -                  | -                  | -           | -           | -           | ?      | ?      |
| Totale carriera    | Totale carriera    | Totale carriera    | 293+       | 11+        |                 | 33              | 1               |                    | -                  | -                  |             | 20          | 3           | 346+   | 14+    |

## Palmarès

### Club

#### Competizioni nazionali
- Football League Trophy: 2

Blackpool: 2001-2002, 2003-2004